# Callosobruchus indica
Callosobruchus indica là một loài bọ cánh cứng trong họ Bruchidae. Loài này được Pajni & Ghosh miêu tả khoa học năm 1976.